# Sreda
Sréda je dan v tednu med torkom in četrtkom. Po sodobnem evropskem pojmovanju je sreda tretji dan v tednu (glej ISO 8601), po starem judovskem gledanju pa četrti. Sreda je srednji dan v tednu in tudi srednji dan v delovnem tednu in od tod tudi slovensko ime.
Sreda je dan v tednu, ki ga katoliška tradicija posveti sveti Jožef.
V katoliški pobožnosti svetega Rožnega venca so slavne skrivnosti v sredo in tudi v nedeljo skozi vse leto.